# های رکوردز
های رکوردز (انگلیسی: Hi Records) شرکت نشر موسیقی آمریکایی است، که در سال ۱۹۵۷ تأسیس شد.